# Palais du Bord de mer
Ne doit pas être confondu avec Palais de la Mer.
Le palais du Bord de mer est la résidence officielle du président de la République gabonaise. Situé à Libreville, il a été édifié en 1977 par le président Omar Bongo Ondimba.
Il est l’œuvre de l'architecte libano-ivoirien Pierre Fakhoury.